# Kansas City Steers
I Kansas City Steers sono stati una franchigia di pallacanestro della American Basketball League (1961-1963) (ABL), con sede a Kansas City.

## Stagioni
| Stagione | Lega | Denominazione      | V  | P  | %    | Piazzamento | Play-off   |
| -------- | ---- | ------------------ | -- | -- | ---- | ----------- | ---------- |
| 1961-62  | ABL  | Kansas City Steers | 28 | 12 | 70,0 | 1º          | Finale ABL |
| 1962-63  | ABL  | Kansas City Steers | 22 | 9  | 71,0 | 1º          | Campioni   |

## Palmarès
- American Basketball League (1961-1963): 1

1963